# Regnenses
Regnenses, Regni odnosno Regini je bilo ime britskog keltskog kraljevstva. Poslije je bilo civitasom u rimskoj provinciji Britaniji.
Granice su mu se podudarale s onima kasnijeg kraljevstva Sussexa te grofovije Sussexa, a prostirao se i na prostoru današnjeg Hampshirea.
Glavni grad mu je bio Noviomagus Reginorum koji se nalazi na mjestu današnjeg Chichestera u okrugu Zapadnom Sussexu.

## Vanjske poveznice
- Regnenses na Roman-Britain.org